# Iole palawanensis
Iole palawanensis là một loài chim trong họ Pycnonotidae.